# 앤 램세이

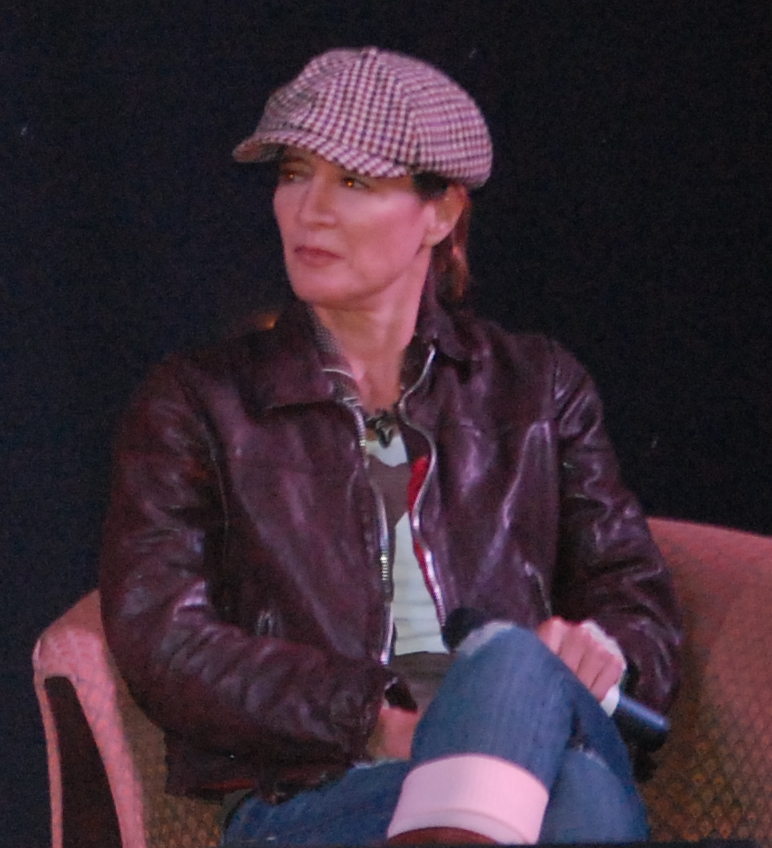

앤 램지(Anne Ramsay, 영어 발음: /ˈræmzi/, 1960년 9월 11일 ~ )는 미국의 배우이다.
로스앤젤레스에서 태어났다.

## 출연 작품

### 영화
- 집단 소송 (1991)
- 크리터스 4 (1992)
- 그들만의 리그 (1992)
- 퍼펙트 알리바이 (1995, Perfect Alibi)
- 파이널 컷 (1995, The Final Cut)
- 맛을 보여드립니다 (2000)
- 혹성 탈출 (2001)
- 휴먼 컨트랙트 (2008)
- Off the Ledge (2009) - 보니 역
- 기숙학교: 금지된 일탈 (2009, Tanner Hall)
- Wild About Harry (2009)
- 트루스 어바웃 엠마누엘 (2013) - 여자 손님 역
- 테이킹 (2014) - 세라 로건 역

### 텔레비전
- 스타 트렉: 더 넥스트 제너레이션 (1988-89)
- 결혼 이야기 (1992-99, 2019)
- 클로스 투 홈 (2006-07)
- 덱스터 (2008) - 엘런 울프 역
- 우리 가족 마법사 (2009)
- 미국 십대의 비밀생활 (2010-13)